# Bolesław Szczuka
Bolesław Szczuka (ur. 5 czerwca 1883 w Gogolewie k. Gniewa, zm. 19 października 1939 w Łopatkach) – polski drukarz, wydawca.

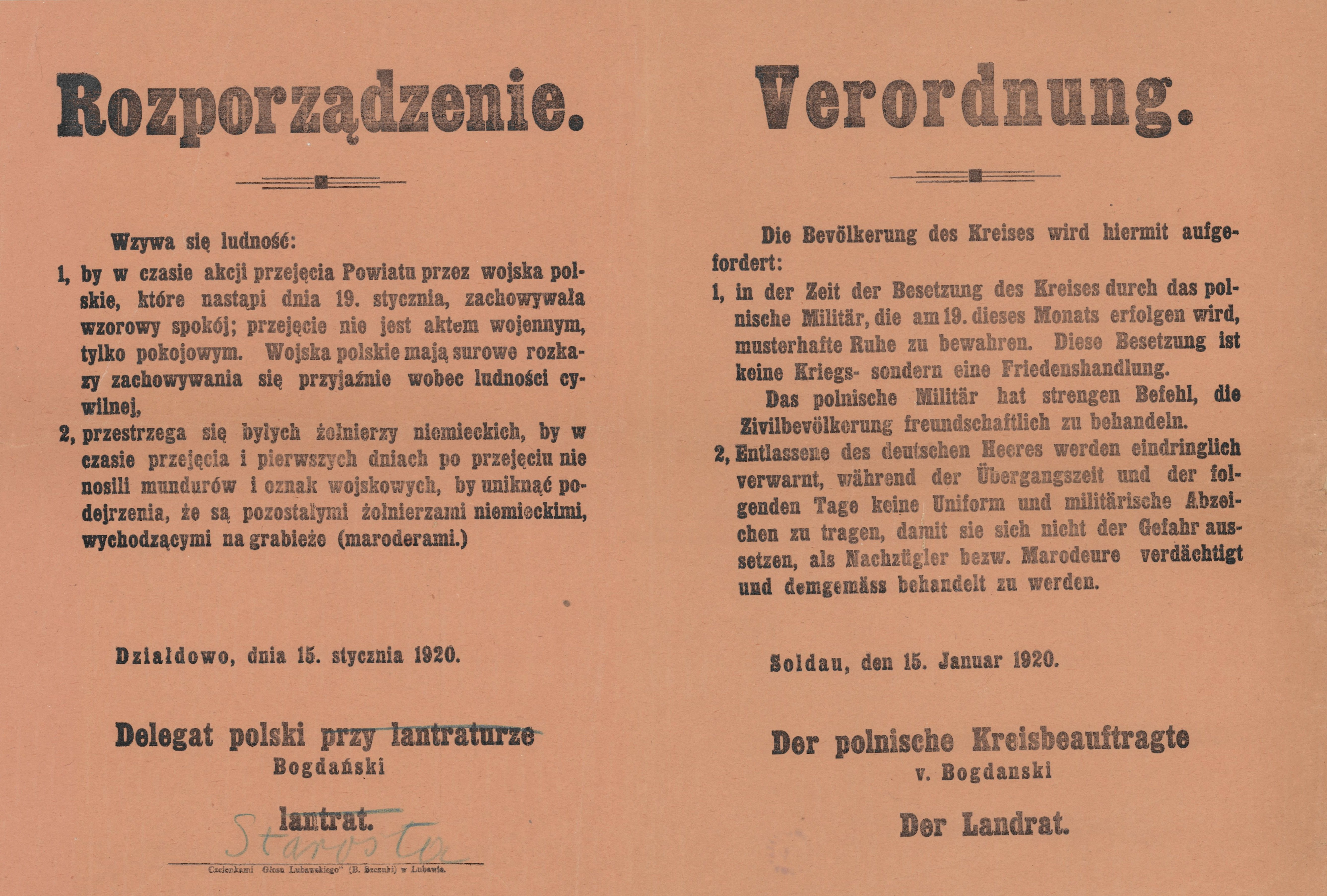
Rozporządzenie delegata polskiego przy lantraturze w Działdowie z dnia 15. stycznia 1920 (Czcionka: Głos Lubawski - Bolesław Szczuka)

## Życiorys
Urodził się na Kociewiu, w chłopskiej rodzinie Kajetana i Antoniny z Dąbrowskich. W 1899 został uczniem w drukarni Kulerskiego w Grudziądzu, potem zatrudniony był jako zecer. W 1907 bywał w zastępstwie redaktorem odpowiedzialnym „Gazety Grudziądzkiej”. W 1910 osiedlił się w Lubawie, tam 1 sierpnia 1911 założył pierwszą polską księgarnię w mieście oraz drukarnię. Od 1 stycznia 1913 wydawał „Głos Lubawski”. Pismo początkowo wydawała Spółka Wydawnicza, a po roku istnienia od 1 kwietnia 1914 przeszło na własność B. Szczuki. W 1914 zdał egzamin mistrzowski w zawodzie drukarskim. Po odzyskaniu przez Polskę niepodległości swe lubawskie przedsiębiorstwo przeniósł do Wąbrzeźna, tam od 1920 wydawał „Głos Wąbrzeski”. Nakładem jego drukarni ukazał się w 1924 Zarys historii miasta Wąbrzeźno autorstwa J. Stańczewskiego.
Od założenia, w 1921, Korporacji Zakładów Graficznych i Wydawniczych na Województwo Pomorskie był Członkiem Zarządu, od 1934 Starszym Korporacji (Prezesem), później członkiem honorowym - założycielem Korporacji. Z okazji jubileuszu 25-lecia samodzielnej pracy zawodowej i wydawniczej Korporacja uczciła B. Szczukę dyplomem honorowym.
W 1936 kupił Drukarnię Państwową w Lublinie, która po odstąpieniu synowi Adamowi Szczuce, zmieniła nazwę na Lubelskie Zakłady Graficzne A. Szczuki, po wojnie, orzeczeniem nr 8 Ministra Przemysłu Lekkiego z dnia 5 sierpnia 1949, przejęte na własność Państwa. W 1936 nakładem Drukarni Zakładów Graficznych Bolesława Szczuki ukazał się Kurs Podchorążych Rezerwy 4 Dywizji Piechoty, Brodnica maj - 1936.
Po wybuchu II wojny światowej został aresztowany i zamordowany przez Selbstchutz 19 października 1939 w Łopatkach k. Wąbrzeźna.

## Ordery i odznaczenia
- Medal Niepodległości (19 czerwca 1938)[5]
- Srebrny Krzyż Zasługi (dwukrotnie: 7 lutego 1930[6], 17 stycznia 1939[7])

## Upamiętnienie
W Wąbrzeźnie jedna z ulic została nazwana imieniem Bolesława Szczuki.